# Hugh Boscawen (1625-1701)
Hugh Boscawen (1625 - 30 mai 1701) est un homme politique anglais qui siège à la Chambre des communes à sept reprises entre 1646 et 1701. 

## Origines
Il est le deuxième fils de Hugh Boscawen de Tregothnan, en Cornouailles de son épouse Margaret Rolle, fille de Robert Rolle (1560-1633) de Heanton Satchville, à Petrockstowe dans le Devon. Il est baptisé le 21 août 1625 . Il est le frère de Nicholas Boscawen, Charles Boscawen (1627-1689) et Edward Boscawen (1628-1685). Ses frères Charles et Edward sont députés. Son frère Edward est le père de Hugh Boscawen (1680-1734). Les Boscawens sont une ancienne famille de Cornouailles. Son père, Hugh Boscawen (né en 1620) de Tregothnan, est le treizième descendant d'un certain Henry de Boscawen . Il tire un revenu énorme de ses mines de cuivre à Chacewater et à Gwennap où il est le principal propriétaire . La mine de Chacewater, maintenant connue sous le nom de Wheal Busy, est située dans ce qui est connu à une époque comme « le plus riche mile carré de la planète. » Au cours de son exploitation, elle produit plus de 100 000 tonnes de minerai de cuivre et 27 000 tonnes d’arsenic . 

## Carrière
En décembre 1646, Boscawen est élu député de Cornouailles au cours de la seconde moitié du Long Parlement mais refuse de siéger après la purge de Pride en 1648. De 1647 à 1652, il est commissaire à l'évaluation pour la Cornouailles. Il devient juge de paix en 1651 et redevient commissaire à l'évaluation en 1657. Il est réélu député de Cornouailles en 1659 pour le Parlement du troisième protectorat, dans lequel il attaque les abus du Protectorat. En décembre, il signe le discours de Cornouailles pour un parlement libre . 
En 1660, il siège au Parlement de la Convention pour Grampound jusqu'à ce que le siège de Cornouailles lui soit restitué à sa demande en juillet. Il est colonel de la milice d'avril 1660 à 1680 et commissaire de oyer et terminer sur le circuit occidental en juillet 1660. En 1661, il est élu député de Tregoney pour le Parlement Cavalier, où il siège jusqu'en 1685. Il est stannator à Blackmore en 1673 et commissaire aux récusations de Cornouailles en 1675. En 1690, il est enregistreur de Tregoney. Il est réélu député de Cornouailles en 1689 et occupe son siège jusqu'à sa mort en 1701. Il est très actif dans tous les parlements où il siège. En tant que fervent protestant, il est considéré comme le "grand pilier des presbytériens". De 1698 à sa mort, il est gouverneur de St Mawes . 

## Mariage et descendance
En 1651, il épouse Lady Margaret Clinton, fille aînée de Theophilus Clinton (4e comte de Lincoln), 12e baron Clinton (1600-1667) et cohéritière de son frère Edward Clinton, 5e comte de Lincoln, 13e baron Clinton (déc. 1692). Ils ont huit fils, tous décédés avant leur père, et deux filles, dont une seule a survécu, devenant son unique héritière: 
- Bridget Boscawen (déc. 1708), épouse Hugh Fortescue (1665-1719), député de Penwarne (Cornouailles) et de Filleigh (Devon). Leur fils est Hugh Fortescue, 14e baron Clinton (1696-1751), constructeur de la demeure palladienne Castle Hill, Filleigh, décédé sans descendance.

La plupart de ses domaines de Cornouailles, notamment le siège familial à Tregothnan, sont repris par son neveu, Hugh Boscawen (1er vicomte Falmouth) . 
Boscawen est décédé le 30 mai 1701 à l'âge de 75 ans. 